# (9421) Violilla
(9421) Violilla – planetoida z grupy pasa głównego asteroid okrążająca Słońce w ciągu 3 lat i 245 dni w średniej odległości 2,38 j.a. Została odkryta 24 grudnia 1995 roku. Przed nadaniem nazwy planetoida nosiła oznaczenie tymczasowe (9421) 1995 YM2